# James Montgomery (poeta)
James Montgomer (Irvine, 4 novembre 1771 – 30 aprile 1854) è stato un poeta scozzese.
Fu impegnato in cause umanitarie come l'abolizione della schiavitù e lo sfruttamento dei bambini spazzacamini. Fu allevato e formato, dal punto di vista teologico, nella Chiesa morava.

## Primi anni e poesia
Montgomery nacque ad Irvine nell'Ayrshire nel sudovest della Scozia, figlio di un pastore e missionario dei  Fratelli Moravi. Fu mandato per la sua preparazione al ministero nella Scuola Morava a Fulneck, presso Leeds, mentre i suoi genitori partivano per le Indie Occidentali, dove entrambi morirono a meno di un anno l'uno dall'altra. A Fulneck, gli studi secolari erano esclusi ma James trovò, comunque, i mezzi di prendere in prestito e leggere molte opere poetiche e formulò piani ambiziosi di comporre poemi epici per conto proprio.
Lasciata la scuola, divenne apprendista di un fornaio a Mirfield (nello Yorkshire occidentale), poi di un commerciante a Wath-upon-Dearne (nello Yorkshire meridionale). Dopo ulteriori sforzi, ivi incluso un tentativo fallito di avviare una carriera letteraria a Londra, si trasferì a Sheffield nel 1792 come assistente di Joseph Gales, banditore d'asta, libraio e tipografo dello Sheffield Register, il quale introdusse Montgomery nella locale Loggia della Confraternita degli Oddfellows. Di conseguenza, egli finì per comporre un canto dedicato agli Oddfellows. Nel 1794, Gales lasciò l'Inghilterra per evitare di essere perseguito politicamente e Montgomery assunse la direzione del giornale, mutando il suo nome in Sheffield Iris.
Quelli erano tempi di repressione politica ed egli fu incarcerato due volte con accuse di sedizione. La prima occasione fu nel 1795, per aver stampato una poesia che celebrava la caduta della Bastiglia. La  seconda, nel 1796, fu per aver criticato un pretore che disperse con la forza una protesta politica a Sheffield. Il suo successivo resoconto dell'episodio fu pubblicato nel 1840. Mettendo a profitto la sua esperienza, nel 1797 egli pubblicò un libretto di poesie scritte durante la sua prigionia: Prison Amusements (Divertimenti del carcere).
Per qualche tempo l'Iris fu l'unico giornale di Sheffield, ma prescindendo dalla capacità di produrre settimanalmente articoli abbastanza affidabili, Montgomery era privo di quelle qualità del giornalista che gli avrebbero permesso di trarre maggiore vantaggio dalla sua posizione. Altri giornali sorsero ad occupare il posto che egli avrebbe potuto occupare e nel 1825 egli cedette l'attività ad un libraio locale, John Blackwell.
Nel frattempo, Montgomery continuò a comporre poesie. Raggiunse una certa fama con "Il viandante della Svizzera", The Wanderer of Switzerland (1806), un poema in sei parti, scritta in quartine di settenari a rima alternata. La poesia riguardava l'annessione francese della Svizzera e rapidamente ebbe due edizioni. Quando fu stigmatizzato dalla conservatrice Edinburgh Review (una delle più importanti riviste britanniche) come un poema destinato a cadere presto nell'oblio, Lord Byron scese in sua difesa nella satira English Bards and Scotch Reviewers (Bardi inglesi e critici scozzesi). Ciononostante, entro 18 mesi, una quarta tiratura di 1500 copie fu stampata dalla stessa tipografia che aveva stampato la critica e numerose altre seguirono. Questo successo portò a Montgomery un incarico da parte dello stampatore Bowyer di scrivere un poema sull'abolizione del commercio degli schiavi, da pubblicare insieme ad altre poesi sul medesimo tema scritte da Elizabeth Benger ed il poeta scozzese James Grahame, all'interno di un volume con belle illustrazioni. Il tema faceva appello non solo al filantropico entusiasmo del poeta ma anche alle sue commoventi associazioni di idee con le Indie Occidentali. La poesia in quattro parti e distici eroici apparve nel 1809 con il titolo "Le Indie Occidentali" The West Indies.

Montgomery fece anche ricorso ai distici eroici per "Il mondo antidiluviano" The World before the Flood (1812), un'opera di ricostruzione storica in 10 canti. Successivamente si volse ad attaccare la lotteria in "Pensieri sulle ruote" Thoughts on Wheels (1817) e fece propria la causa degli apprendisti spazzacamini in "Soliloqui dei ragazzi che si arrampicano", The Climbing Boys' Soliloquies. Il successivo poema fu "Groenlandia" Greenland (1819), in 5 canti di distici eroici. La prefazione consisteva in una descrizione dell'antica Chiesa morava, del suo risveglio nel Settecento e della sua missione in Groenlandia nel 1733. Il poema fu noto per la bellezza delle sue descrizioni.
(Canto 1, vv. 1-14)

## Successiva carriera

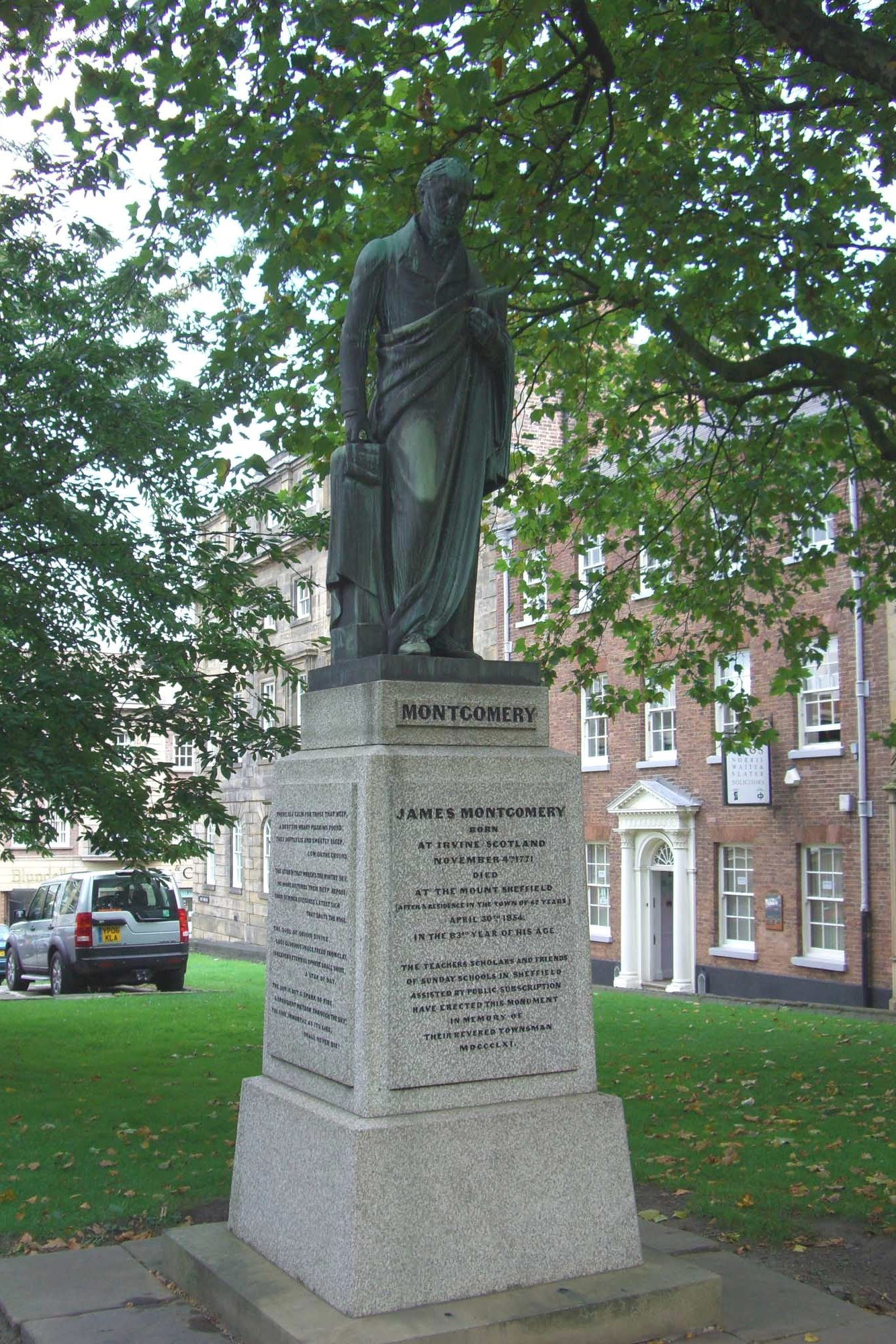
Statua di James Montgomery nel sagrato della Cattedrale di Sheffield.

L'altro lungo poema di Montgomery, dopo essersi ritirato dalla redazione del giornale, fu "L'isola dei pellicani", The Pelican Island (1828): nove canti descrittivi in blank verse (il verso della poesia inglese inventato nel Cinquento da Henry Howard per la sua traduzione dell'Eneide), che suscitarono varie reazioni, da quelle semplicistiche e sprezzanti a quelle del Blackwood's Magazine (rivista che rivaleggiava con la Edinburgh Review) che lo definì "il migliore di tutti i poemi di Montgomery: nell'idea il più originale, nell'esecuzione il più potente..."
Montgomery stesso si aspettava che il suo nome sopravvivesse, al massimo, nei propri inni. Alcuni di questi, come "Salutate l'Unto del Signore" ("Hail to the Lord's Anointed"), "La preghiera è il desiderio sincero dell'anima" ("Prayer is the Soul's Sincere Desire"), "Alzatevi e benedite il Signore" ("Stand up and Bless the Lord") ed il canto natalizio "Angeli dai regni di gloria" ("Angels from the Realms of Glory", cantato nel Regno Unito con la melodia francese dell'inno "Per i campi suona un canto") sono cantati ancora oggi. "Il Signore è il mio pastore" ("The Lord Is My Shepherd") è un inno popolare in tante denominazioni, basato sul Salmo 23. I primi dei suoi inni risalgono al suo soggiorno a Wath on Dearne ed il loro numero crebbe nel corso degli anni. Il maggior impulso venne quando il reverendo James Cotterill giunse nella chiesa di St Paul, una cappella succursale di St Peter, la cattedrale ed unica chiesa parrocchiale di Sheffield, nel 1817. (St Paul fu demolita nel 1937)
Cotterill aveva compilato e pubblicato "Una selezione di salmi ed inni adatti ai culti della Chiesa anglicana" (A Selection of Psalms and Hymns Adapted to the Services of the Church of England) nel 1810, ma con suo disappunto e preoccupazione aveva scoperto che i suoi nuovi parrocchiani non gradivano utilizzare tale raccolta. Pertanto, egli chiese l'aiuto di James Montgomery per rivedere la raccolta e migliorarla con l'aggiunta di qualche inno composto dal poeta. Questa nuova edizione, che incontrò l'approvazione dell'Arcivescovo di York (e infine dei parrocchiani di St Paul), fu definitivamente pubblicata nel 1820. Nel 1822 Montgomery pubblicò i suoi "Canti di Sion: un'imitazione dei Salmi" (Songs of Zion: Being Imitations of Psalms), la prima di numerose altre raccolte di inni. Durante la sua vita, egli compose circa 400 inni, sebbene meno di un centinaio di essi sono normalmente cantati ancora oggi.
Nel 1830, Montgomery produsse un epitaffio per i sei figli di Thomas ed Ann Rigg che morirono in un infortunio  della navigazione, di risonanza nazionale, sul fiume River Ouse, York. Esso fu iscritto su un monumento a loro dedicato, eretto a seguito di pubblica sottoscrizione, che ancora oggi si trova nel cimitero della Chiesa parrocchiale di San Lorenzo, a York.
Dal 1835 alla sua morte, Montgomery visse a The Mount (edificio neoclassico che pur somigliando ad un palazzo di campagna includeva diverse abitazioni) in Glossop Road, a Sheffield.
Godeva di buona considerazione da parte della città e svolgeva un ruolo attivo nella sua vita filantropica e religiosa. Morì il 30 aprile del 1854, onorato con pubbliche esequie e sepolto nel Cimitero generale di Sheffield. Rimase celibe tutta la vita.

## Commemorazioni
Nel 1861, un monumento progettato dallo scultore John Bell (1811–1895) fu eretto sulla sua tomba nel cimitero di Sheffield per una spesa di £1000, raccolte grazie ad una sottoscrizione pubblica su iniziativa dell'Unione delle Scuole domenicali di Sheffield, della quale il poeta era stato uno dei membri fondatori. Sul suo piedistallo di granito si trova iscritto:  "Qui giace sepolto, amato da tutti quelli che lo conobbero, il poeta, patriota e filantropo cristiano. Dovunque si leggano poesie o si cantino inni cristiani, in lingua inglese, 'pur morto, egli parla ancora' per il suo genio, la sua pietà ed il suo gusto incarnati nei suoi scritti." Vi sono anche estratti dai suoi poemi "Preghiera" ("Prayer") e "La tomba" ("The Grave"). Quando cadde in rovina, la statua venne trasferita all'area della Cattedrale di Sheffield nel 1971, dove si trova anche una vetrata commemorativa.
In altre parti di Sheffield, diverse strade sono intitolate a Montgomery, così come una fontana, considerata di interesse culturale, in Broad Lane. Il centro di incontri dell'Unione delle Scuole domenicali (noto anche come The Montgomery), in Surrey Street, gli fu dedicato nel 1886. Ospita un teatro da 420 posti, che porta anche il suo nome. Altrove, Wath-upon-Dearne, lusingata dall'essere definita nelle sue opere "la regina dei villaggi", ripagò il complimento intitolandogli un centro di incontri, una via ed una piazza. Il suo luogo di nascita ad Irvine fu ribattezzato  'Montgomery House' quando egli ritornò per una visita nel 1841, anche se poi venne demolito.

## Altre opere
- https://books.google.com/books?id=wNwHAAAAQAAJ.
- Poetical Works, four editions in 1821, 1836, 1841, and 1854
- ed. The Chimney-Sweeper's Friend and Climbing-Boy's Album, London: Longman, Hurst, Rees, Orme, Brown and Green, 1824. Garland facsimile, intro. by Donald H. Reiman, 1978
- ed. The Christian Psalmist; or, Hymns, Selected and Original, Glasgow: Chalmers and Collins, 1825. sixth edn. 1829; Read Books, 2008, ISBN 97814097999009781409799900
- ed. The Christian poet; or, selections in verse on sacred subjects, Wm Collins, Glasgow, 1825
- Original Hymns For Public, Private, and Social Devotion, London: Longman, Brown, Green, 1853
- https://books.google.com/books?id=Eb8YAAAAYAAJ.
- Prose by a Poet, 2 vols, London: Longman, Hurst, Rees, Orme, Brown and Green, 1824
- https://books.google.com/books?id=-E49oz3Ao2UC.
- https://books.google.com/books?id=iGQjztHmal4C.